# Vụ rơi máy bay An-74 của Quân đội Nhân dân Giải phóng Lào 2014
Vụ rơi máy bay Antonov An-74 của Quân đội Nhân dân Giải phóng Lào năm 2014 là sự kiện rơi máy bay tại gần thị trấn Phonsavan, tỉnh Xiengkhouang, nước Cộng hòa Dân chủ Nhân dân Lào, khoảng 6 giờ 23 phút sáng ngày 17 tháng 5 năm 2014.

## Máy bay
An-74TK-300 với số 36547098982 được chế tạo tại nhà máy sản xuất máy bay Kharkov (Ukraina) trong năm 2009, và ngày 17 tháng 9 thực hiện chuyến bay đầu tiên của mình. Chiếc máy bay đã được bán cho Chính phủ Lào, năm 2009.

## Tai nạn
Chiếc máy bay chở hành khách và phi hành đoàn gồm 17 người, trong đó có Bộ trưởng Quốc phòng, từ sân bay Wattay, Viêng Chăn tới Xiengkhouang dự lễ kỷ niệm 55 năm Chiến thắng giải phóng Cánh đồng Chum. Khi máy bay hạ độ cao, gần sân bay Xiengkhouang khoảng cách hơn 1 km, máy bay bị rơi và bốc cháy. Các cơ quan chức năng điều tra và họp báo công bố trong thời gian sau đó.

## Nạn nhân
Trong số 11 hành khách và 6 phi hành đoàn trên máy bay, chỉ có ba người được người dân cứu ra khỏi máy bay. Những người khác chết tại chỗ. Ba người được đưa đi cấp cứu, nhưng 1 người (một cảnh vệ) đã chết. 2 Người còn sống là một bác sĩ quân y và một nữ y tá phục vụ. Trong số các nạn nhân có 4 quan chức cấp cao: 
- Trung tướng Douangchay Phichit, Ủy viên Bộ Chính trị Đảng Nhân dân Cách mạng Lào, Phó Thủ tướng, Bộ trưởng Bộ Quốc phòng
- Thongbanh Sengaphone, Bí thư Trung ương Đảng Nhân dân Cách mạng Lào, Bộ trưởng Bộ An ninh
- Soukanh Mahalath, Bí thư Trung ương Đảng Nhân dân Cách mạng Lào, Bí thư Thành ủy, Đô trưởng Viêng Chăn
- Cheuang Sombounkhanh, Bí thư Trung ương Đảng Nhân dân Cách mạng Lào, Trưởng ban Tuyên huấn Trung ương, Chủ tịch Hội đồng Khoa học xã hội quốc gia Lào

Phu nhân của Bộ trưởng Bộ Quốc phòng Douangchay Phichit, trung tá Thanda Phichit cũng đã thiệt mạng. Trong số hành khách còn có 6 sĩ quan quân đội (3 trung tá, 3 thiếu tá).
Tờ Bangkokpost đưa thông tin Chủ tịch Quốc hội Lào Pany Yathotou trong số nạn nhân  nhưng sau đó gỡ bỏ tin này. Truyền thông Lào bác bỏ Chủ tịch Quốc hội Pany Yathotou có trên máy bay, bà đã tới Xiengkhuang từ tối hôm trước để dự lễ kỷ niệm.
Đây là tai nạn máy bay lớn của Lào trong thời gian gần đây tiếp theo tai nạn trong Chuyến bay 301 của Lao Airlines ngày 16 tháng 10 năm 2013.

## Phản ứng
- Lào: Đảng, Nhà nước Lào quyết định tổ chức Quốc tang trong ba ngày từ 17 đến 19 tháng 5 năm 2014. Thường trực Ban Bí thư, Phó Chủ tịch nước Bounnhang Vorachit làm Trưởng ban tang lễ[6][7]. Các đoàn đại biểu cao cấp Đảng, Nhà nước, Quốc hội, Chính phủ... đến viếng. Lễ kỷ niệm tại Xiengkhouang dỡ bỏ.
- Việt Nam: Ban Chấp hành Trung ương Đảng, Quốc hội, Chủ tịch nước, Chính phủ gửi điện chia buồn [8]. Lãnh đạo Bộ Quốc phòng, Bộ Công an cũng gửi điện chia buồn [9]. Đoàn cán bộ cấp cao Việt Nam do Thường trực Ban Bí thư Lê Hồng Anh dẫn đầu tới viếng ngày 18 tháng 5[10].
- Campuchia: Thủ tướng Hun Sen và Bộ trưởng Ngoại giao Hor Namhong gửi điện chia buồn[11]
- Trung Quốc: Tổng Bí thư Đảng Cộng sản, Chủ tịch nước Trung Quốc Tập Cận Bình[12], Thủ tướng Trung Quốc Lý Khắc Cường[13] gửi điện chia buồn. Đoàn Bộ Quốc phòng do Bộ trưởng Bộ Quốc phòng Thường Vạn Toàn đang ở thăm Lào đến viếng ngày 18 tháng 5[14][15].
- Nhật Bản: Thủ tướng Shinzo Abe và Bộ trưởng Ngoại giao gửi điện chia buồn[16]
- Hoa Kỳ: đại diện Bộ Ngoại giao thay mặt Chính phủ đã gửi điện chia buồn
- Singapore: Thủ tướng gửi điện chia buồn
- Israel: Thủ tướng gửi điện chia buồn.

## Bên lề
Trước đó đoàn đại biểu cấp cao Bộ Quốc phòng Trung Quốc do Bộ trưởng Bộ Quốc phòng Trung Quốc Thường Vạn Toàn đã đến Lào trong chuyến thăm kéo dài từ 15 đến 18 tháng 5, gặp Chủ tịch nước Choummaly Sayasone , Bộ trưởng quốc phòng Lào Douangchay Phichit (sáng ngày 16 tháng 5) , sau khi ông đã đến biên giới Vân Nam
Theo nhận định VOA, Bộ trưởng Quốc phòng Douangchay được coi là có quan hệ chặt chẽ với láng giềng Việt Nam. Chính phủ Lào đã lâu tung hứng quan hệ ngoại giao và kinh tế giữa Trung Quốc và Việt Nam. Theo Carl Thayer, một chuyên gia phân tích quốc phòng của Đại học New South Wales của Úc, cho biết sau tai nạn một cuộc cải tổ lớn trong chính phủ dự kiến sẽ diễn ra.